# Wang Shou

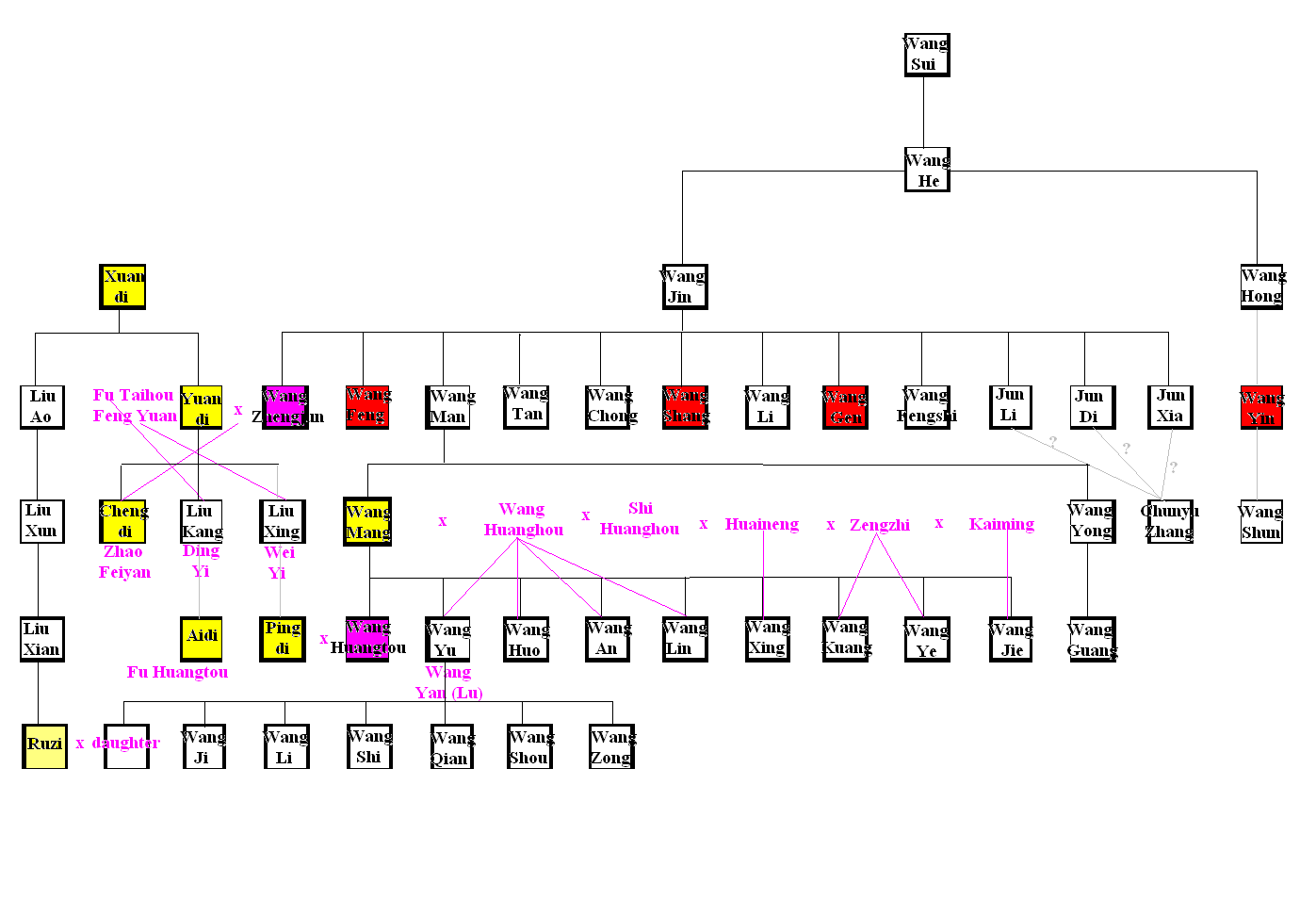
Stamboom van de familie Wang

Wang Shou (†21 na Chr.) was een kleinzoon van de Chinese keizer Wang Mang. Zijn vader was Wang Yu, de oudste zoon van Wang Mang.

## Biografie
Wang Shou was de tweede zoon van Wang Yu. Nadat die betrokken was geraakt bij een complot tegen zijn vader Wang Mang, werd Wang Yu door hem in het jaar 3 na Chr. gedwongen tot zelfmoord. Ook Lü Yan, zijn echtgenote en de moeder van Wang Shou was betrokken bij dat complot. Zij werd daarvoor eveneens geëxecuteerd, maar pas nadat zij haar zwangerschap had kunnen voltooien. Het blijft onduidelijk van wie zij toen in verwachting was. In juan 99 van het Boek van de Han (Hanshu) staat verder vermeld dat Wang Shou in 9 na Chr., toen zijn grootvader Wang Mang werd geïnstalleerd als keizer, de adellijke titel Hertog van Gongming (Gongming Gong, 功明公) ontving. Hij overleed in 21 na Chr., na een ziekbed.